# Пере Компте
Пере Компте (ісп. Pere Compte; нар. невідомо — пом. 1506) — іспанський архітектор.
Народився у Жироні. Навчався та жив у Валенсії. Учень Франсеска Бальдомара.
Займався реконструкцією Кафедрального собору Валенсії. Запропонував розширити перший відділ нефа. Його найважливіша робота — Лонха-де-ла-Седа (1483—1498). У 1498 році він почав роботу над будівництвом Консульства моря.
Крім того, він керував роботами інших важливих будівель, серед яких Торрес де Кварт, Оріуеланський собор та собор Тортоси.
Пере Компте за наказом сім'ї Борджіа працював у монастирі Сан-Херонімо де Котальба, недалеко від Гандії. Там він займався реконструкцією Соборної церкви Санта-Марія-де-Гандія.
Він помер у 1506 році у місті Валенсія.